# Vernor Vinge
Vernor Steffen Vinge [ˈvɪndʒi], född 2 oktober 1944 i Waukesha, Wisconsin, död 20 mars 2024 i La Jolla, Kalifornien, var en amerikansk sciencefictionförfattare, matematiker och datavetare. Han myntade och populariserade begreppet om den framtida teknologiska singulariteten 1993 och var en av de första som skrev om cyberspace. Inga av hans böcker finns ännu översatta till svenska.
Vinge var professor emeritus i matematik vid San Diego State University. 1993 skrev han sin uppmärksammade essä The Coming Technological Singularity, i vilken han förfäktar att exponentiell tillväxt inom teknik kommer att nå en punkt, bortom vilken vi inte ens kan spekulera om följderna.
Vinge är mest känd för sina Hugovinnande romaner A Fire Upon the Deep (1992) och A Deepness in the Sky (1999). Hans roman Rainbows End (2006) blev även den som tog hem finalen bland fem nomineringar till Hugopriset för bästa roman 2007.

### Romaner
- Grimm's World (1969), reviderad som Tatja Grimm's World (1987)
- The Witling (1976)
- The Peace War (1984) – nominerad till Hugopriset 1985[20]
- Marooned in Realtime (1986) – Vinnare av Prometheuspriset, nominerad till Hugopriset [21], 1987
  - (The Peace War och Marooned in Realtime samlade som Across Realtime.)
- A Fire Upon the Deep (1992) – nominerad till Nebulapriset 1992[22]; Vinnare av Hugopriset 1993[23]; Nominerad till Campbell- och Locus SFpriset 1993[23]
- A Deepness in the Sky (1999) – Nominerad till Nebulapriset 1999[24]; Hugo[25], Vinnare av Campbell-[25], och Prometheuspriset 2000; nominerad till Clarke- och Locus SFpriset 2000[25]
- Rainbows End ISBN 0-312-85684-9 (2006) – Vinnare av Hugo- och Locus SFpriset  2007[26]; Nominerad till Campbellpriset 2007[26]
- Children of the Sky (2011)